# Janice Griffithová
Janice Griffithová (nepřechýleně Griffith, * 3. června 1995 New York) je americká pornoherečka. Debutovala v roce 2013 ve svých 18 letech.

## Život a kariéra
Narodila se 3. června 1995 v New Yorku indickému otci a guinejské matce. První pornovideo natočila v říjnu 2013, ve svých 18 letech, poté co se na Twitteru spojila s Jamesem Deenem. Jednalo se o dvojitou penetraci s Deenem a Tonym Ribasem. Své jméno, pod kterým vystupuje je kombinací jmen své kamarádky Janice a jména servírky, která Griffithovou obsluhovala v den podpisu smlouvy.
V dubnu 2014 se v rámci focení pro magazín Hustler Griffithová nechala Danem Bilzerianem hodit do bazénu jednoho hollywoodského domu, přičemž si zlomila nohu.
Natáčela pro taková studia jako Team Skeet, 21 Sextury, Mofos, Evil Angel, Zero Tolerance, Tushy, Vixen, Jules Jordan Video, Mile High, Brazzers, Kick Ass, Girlfriends Films, Pulse Distribution, Digital Sin, Kink.com, Digital Playground, Naughty America nebo Wicked.
Celkem natočila více než 230 videí.

## Ocenění a nominace
| Rok  | Cena                        | Kategorie                                                | Výsledek  |
| ---- | --------------------------- | -------------------------------------------------------- | --------- |
| 2015 | AVN Awards                  | Best New Starlet                                         | nominace  |
| 2015 | AVN Awards                  | Best Three-Way Sex Scene: G/G/B                          | nominace  |
| 2015 | AVN Awards                  | Cena fanoušků: Cutest Newcomer                           | nominace  |
| 2015 | Spank Bank Awards           | Best Smile                                               | nominace  |
| 2015 | Spank Bank Awards           | Most Adorable Slut                                       | nominace  |
| 2015 | Spank Bank Awards           | Porn's Next "It" Girl                                    | nominace  |
| 2015 | Spank Bank Technical Awards | A Living, Breathing Doll                                 | vítězství |
| 2015 | XBIZ Awards                 | Best New Starlet                                         | nominace  |
| 2016 | AVN Awards                  | Best Three-Way Sex Scene: G/G/B                          | nominace  |
| 2016 | AVN Awards                  | Cena fanoušků: Best Boobs                                | nominace  |
| 2016 | Spank Bank Awards           | Best High Speed DSL                                      | nominace  |
| 2016 | Spank Bank Awards           | Best 'Just Got Fucked' Hair                              | nominace  |
| 2016 | Spank Bank Awards           | Fun Sized Fuck Bunny                                     | nominace  |
| 2016 | Spank Bank Awards           | Most Beautiful Seductress                                | nominace  |
| 2016 | Spank Bank Awards           | Next Level Star of the Year                              | nominace  |
| 2016 | Spank Bank Awards           | Prettiest Girl In Porn                                   | vítězství |
| 2016 | Spank Bank Awards           | Tightest Twat                                            | nominace  |
| 2016 | Spank Bank Technical Awards | Best Use of Hand Bra                                     | vítězství |
| 2016 | XBIZ Award                  | Best Scene – Feature Release                             | nominace  |
| 2017 | AVN Awards                  | Best Boy/Girl Sex Scene                                  | nominace  |
| 2017 | Spank Bank Awards           | Best Smile                                               | nominace  |
| 2017 | Spank Bank Awards           | Fun Sized Fuck Toy                                       | nominace  |
| 2017 | Spank Bank Awards           | Most Beautiful Seductress                                | nominace  |
| 2017 | Spank Bank Awards           | Prettiest Girl In Porn                                   | nominace  |
| 2017 | Spank Bank Awards           | Super Squirter of the Year                               | nominace  |
| 2017 | Spank Bank Technical Awards | Pint Sized Supermodel                                    | vítězství |
| 2018 | Altporn Awards              | Best Punk Shoot                                          | nominace  |
| 2018 | AVN Awards                  | Best Actress                                             | nominace  |
| 2018 | AVN Awards                  | Best Three-Way Sex Scene: G/G/B                          | nominace  |
| 2018 | Spank Bank Awards           | Fun Sized (Spinner of the Year)                          | nominace  |
| 2018 | Spank Bank Awards           | Masturbator of the Year                                  | nominace  |
| 2018 | Spank Bank Awards           | Super Squirter of the Year                               | nominace  |
| 2018 | Spank Bank Awards           | Threesome Savant of the Year                             | nominace  |
| 2018 | XBIZ Award                  | Best Sex Scene – Couples-Themed Release                  | nominace  |
| 2019 | Spank Bank Awards           | Most Talented Tongue (Best Girl/Girl Kisser of the Year) | nominace  |
| 2019 | Spank Bank Awards           | Reverse Cowgirl Connoisseur of the Year                  | nominace  |
| 2019 | Urban X Awards              | Most Popular Performer Sex Toy                           | nominace  |
| 2019 | XBIZ Award                  | Best Scene – All-Girl                                    | vítězství |
| 2020 | AVN Awards                  | Cena fanoušků: Social Media Star                         | nominace  |
| 2020 | Spank Bank Awards           | Fantastic Face Sitter of the Year                        | nominace  |
| 2020 | Spank Bank Awards           | POV Perfectionist of the Year                            | nominace  |
| 2020 | XBIZ Award                  | Best Actress - Taboo-Themed Release                      | nominace  |
| 2020 | XBIZ Award                  | Best Sex Scene – All-Girl                                | nominace  |